# Pirolle à queue courte
Espèce
Statut de conservation UICN

 CR C2a(i) : 
En danger critique
La Pirolle à queue courte (Cissa thalassina) est une espèce d'oiseaux passériformes appartenant à la famille des Corvidés. L'espèce est endémique de Java, en Indonésie, où elle est en danger critique d'extinction. Les rares populations connues déclinent rapidement, principalement à cause de la capture excessive d'individus destinés à la revente comme oiseau chanteur, en plus de la dégradation de leur habitat naturel.

## Description

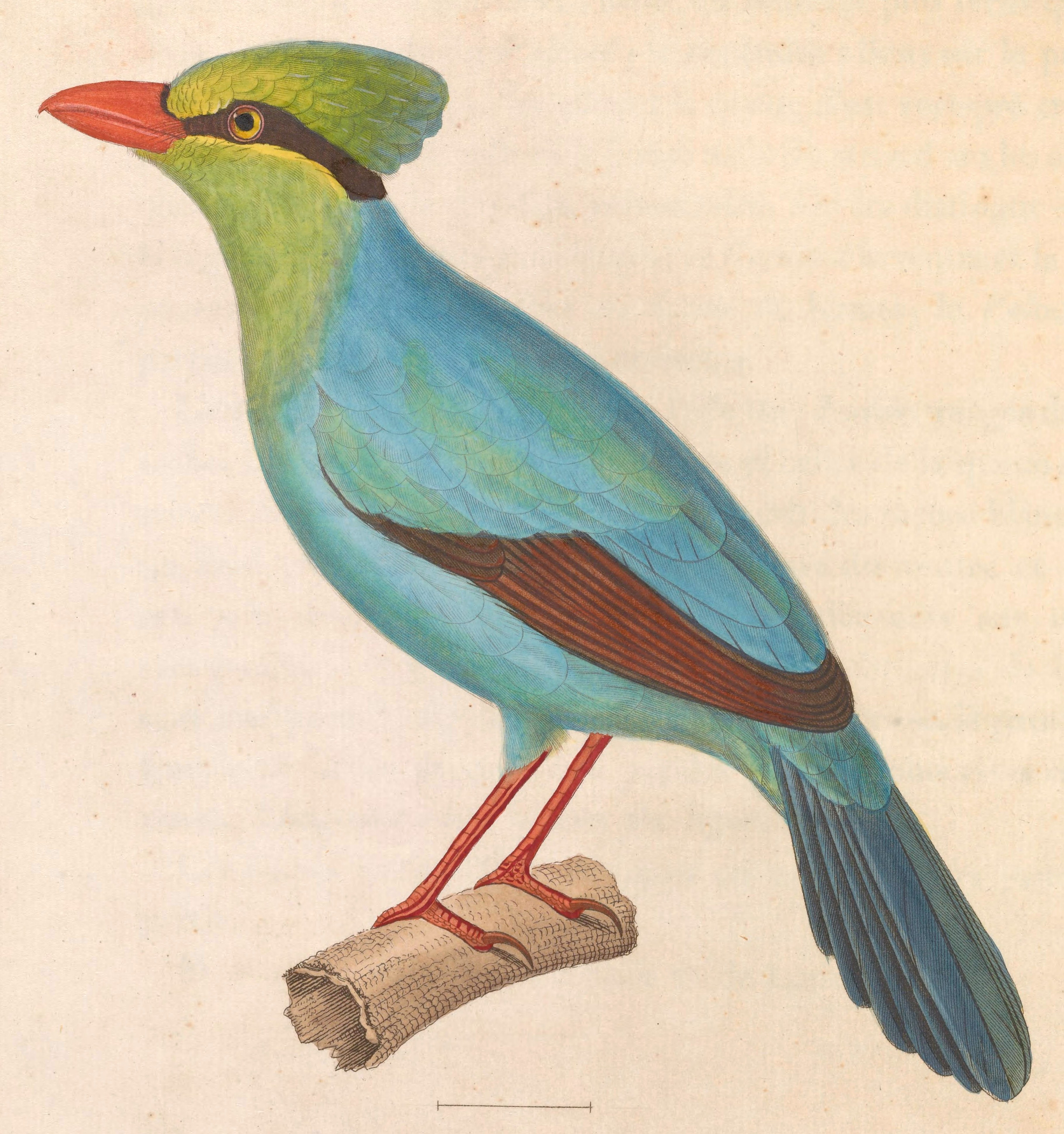
Adulte. Planche zoologique de 1838
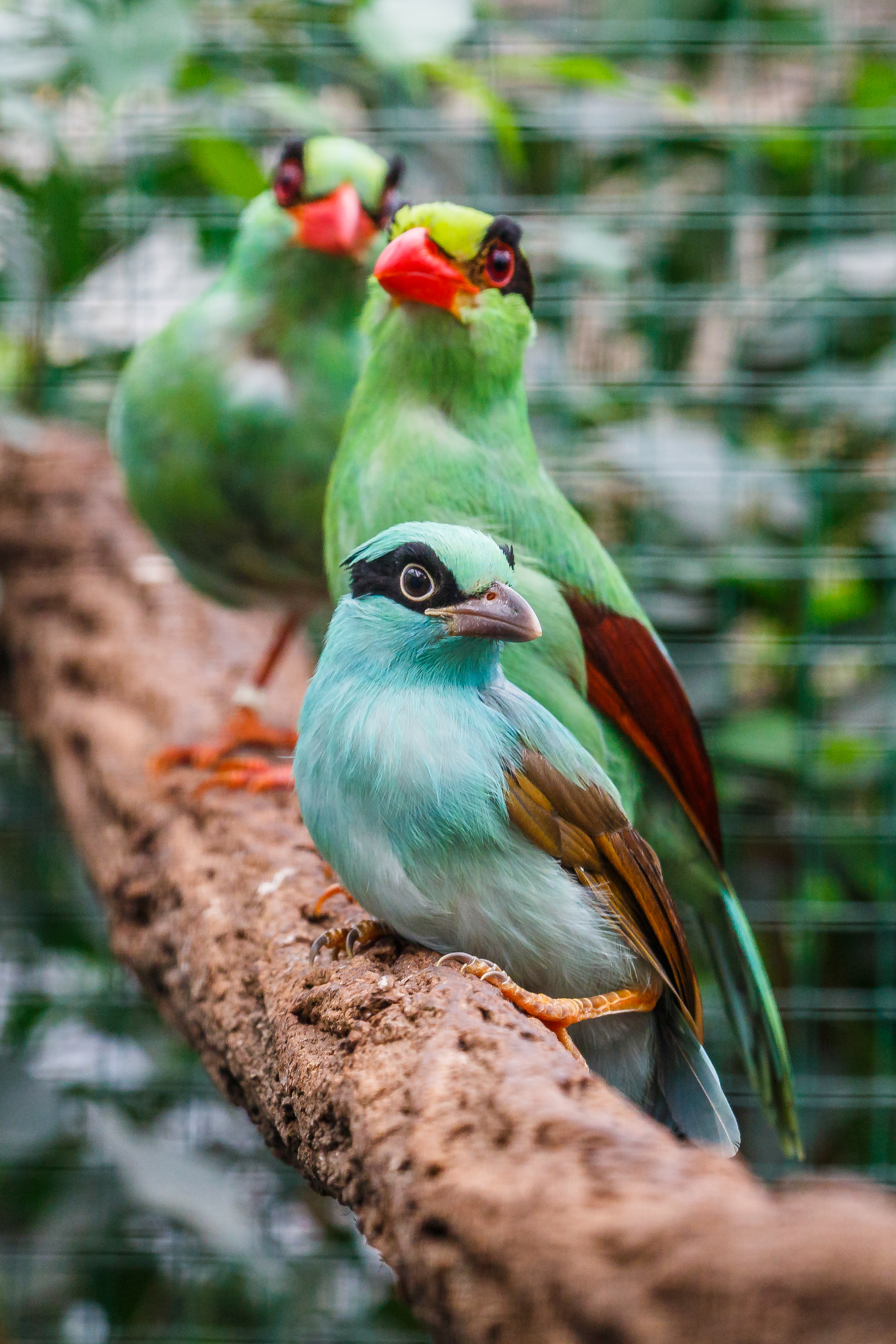
Groupe, au zoo de prague
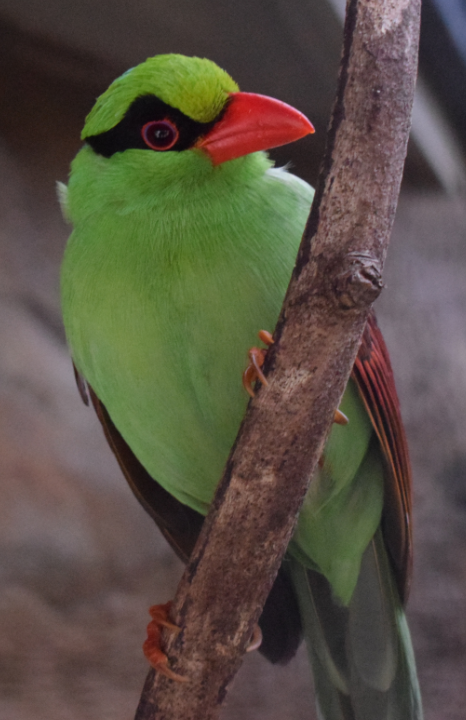
Face ventrale, au zoo de Chester

La Pirolle à queue courte a une silhouette qui ressemble à celle de la Pirolle verte (Cissa chinenis), excepté les plumes de la crête moins proéminentes et la queue plus courte. Le vert des parties supérieures est plus foncé. Une bande blanche couvre l'extrémité des rectrices. La nuance de jaune est absente sur le capuchon.
Les pattes et le bec sont rouge foncé, les iris sont blancs et le cercle oculaire est rouge/orange
Elle a une taille allant de 31 à 33 cm et un poids de 125 g.

## Habitat
Elles fréquentent les forêts des montagnes. Son habitat est situé entre 950 et 2500 mètres.
Cette espèce est endémique de l'Indonésie. On la trouve uniquement à Bornéo et à Java. À Bornéo, elle vit exclusivement dans le nord de l'île, du mont Kinabalu au mont Murud, sur les territoires du Sarawak et de Sabah, ainsi que sur le mont Dulit et sur le plateau Usan apau.

## Voix
Sa voix est douce et musicale. La phrase possède souvent 5 notes. Elles peuvent être recopiées de la façon suivante :  "Swe-swi, swee-swi, swe-sweet". Il peut cependant il y avoir de nombreuses variations selon les individus.

## Alimentation
La Pirolle à queue courte a un régime qui se compose principalement d'invertébrés. Elles consomment souvent des chenilles et des insectes. Elle mange sûrement des grenouilles et des escargots.

## Classification
Cette espèce a été décrite pour la première fois en 1826 par le zoologiste néerlandais Coenraad Jacob Temminck. Son épithète spécifique, thalassina, signifie « qui vit dans la mer ». 
Elle est assignée à la famille des Corvidae, dans l'ordre des Passeriformes.

### Liste des sous-espèces
Selon BioLib (24 février 2020) :
- sous-espèce Cissa thalassina jeffreyi Sharpe, 1888
- sous-espèce Cissa thalassina thalassina (Temminck, 1826)